# Rifugio XII Apostoli
De Rifugio XII Apostoli (volledig: Rifugio XII Apostoli - Carlo e Giuseppe Garbari of Rifugio XII Apostoli - Fratelli Garbari) is een berghut in de gemeente Stenico in de Italiaanse provincie Trente. De berghut, gelegen op een hoogte van 2487 meter in de Brenta, een berggroep in de Dolomieten, behoort toe aan de Società Alpinisti Tridentini.
De hut werd in 1907 en 1908 met financiële steun van de Carlo en Giuseppe Garbari, Trentse patriotten, alpinisten en fotografen gebouwd en later uit dank hiervoor naar hen vernoemd. De hut staat in het stroomgebied van de Pratofiorito, nabij de gletsjers Vedretta di Pratofiorito en Vedretta d'Agola. De berghut had oorspronkelijk de vorm van een kubus; in 1956 volgde een uitbreiding en is in 1999 heropend na een grondige renovatie en uitbreiding van het gebouw in 1997 en 1998. Nabij de hut is een kerkje te vinden, dat werd op 28 september 1952 werd gewijd aan Onze Lieve Vrouw. Sindsdien wordt hier iedere zondag een mis opgedragen ter nagedachtenis aan alle alpinisten die in de bergen het leven lieten.
De naam XII Apostoli is afgeleid van een nabijgelegen groep van twaalf kleine rotsen, gelegen nabij de gelijknamige bergpas, die als twaalf apostelen naast elkaar staan. Toppen die worden beklommen vanaf de Rifugio XII Apostoli zijn de Cima Dodici Apostoli (2699 meter), de Cima Tosa (3159 meter), Cima d'Ambiez (3096 meter) en de Cima d'Agola (2959 meter). Nabijgelegen berghutten zijn de Rifugio Brentei (2182 meter), de Rifugio Silvio Agostini (2405 meter) en de Rifugio Tommaso Pedrotti (2486 meter).